# Чернеччинська сільська рада (Охтирський район)
Черне́ччинська сільська́ ра́да — колишній орган місцевого самоврядування в Охтирському районі Сумської області. Адміністративний центр — село Чернеччина.

## Загальні відомості
- Населення ради: 2 701 особа (станом на 2001 рік)

## Населені пункти
Сільській раді підпорядковані населені пункти:
- с. Чернеччина
- с. Борзівщина
- с. Доброславівка
- с. Журавне
- с. Попелівщина
- с. Риботень
- с. Ясенове

## Склад ради
Рада складається з 16 депутатів та голови.
- Голова ради: Гопко Олексій Федорович
- Секретар ради: Скубач Тетяна Іванівна

### Керівний склад попередніх скликань
| Прізвище, ім'я, по батькові | Основні відомості                                                        | Дата обрання | Дата звільнення |
| --------------------------- | ------------------------------------------------------------------------ | ------------ | --------------- |
| Кушта Лідія Борисівна       | Сільський голова, 1959 року народження, член Української Народної Партії | 26.03.2006   | 01.02.2008      |
| Гопко Олексій Федорович     | Сільський голова, 1957 року народження, освіта вища, безпартійний        | 30.11.2008   | 31.10.2010      |
| Гопко Олексій Федорович     | Сільський голова, 1957 року народження, освіта вища, безпартійний        | 31.10.2010   |                 |

Примітка: таблиця складена за даними сайту Верховної Ради України

## Економіка
На території ради працюють 9 магазинів, 3 кафе, 1 амбулаторія ЗПСМ, 2 бібліотеки, середня школа, стаціонарне відділення тер центру, ДНЗ «Чайка», олійниця, млин. Здійснює діяльність сільськогосподарського призначення АФ СТОВ «Промінь» та ПСП «Надія».
На декілька гектарів розкинув свої володіння АТ «Тепличний комбінат».

## Загальні відомості
Загальна чисельність населення — 2579 осіб, в тому числі:
- Пенсіонери — 847 особи;
- Діти дошкільного віку — 83 особи;
- Працездатне населення — 1366 осіб;
- Працююче населення — 572 особи.

Загальна площа в адміністративних межах сільської ради — 10863,94 га, з них:
- площа сільськогосподарських угідь — 5669,63 га, з них у використанні — 4419,58 га;
- землі запасу 1865,45 га;
- землі державного резерву 254,37 га;
- інші 3074,49 га.

Відстань від сільських населених пунктів до адміністративного центру сільської ради:
- село Чернеччина до райцентру 10 км;
- село Риботень — 4 км, до райцентру 14 км;
- село Журавне — 10 км, до райцентру 20 км;
- село Доброславівка — 3 км, до райцентру 4 км;
- село Попелівщина — 12 км, до райцентру 25 км;
- село Ясенове — 12 км, до райцентру 21 км;
- село Борзівщина — 5 км, до райцентру — 10 км.

Економічну діяльність на території сільської ради здійснюють підприємства:
- промисловість — 1, ДП «Агролісгосп»;
- сільського господарства — 3, СТОВ «Промінь», ПСП «Надія», АТ «Тепличний комбінат»;
- підприємства побуту — (ремонт авто — техніки, столярна майстерня).

На території сільської ради знаходяться 3 школи. Дошкільний навчальний заклад — 1, з них працюючий — 1. Загальна кількість учнівського контингенту — 254 чол., дошкільний — 52 чол.
На території сільської ради знаходяться 4 клубні будівлі, з них працюючих — 3.
На території сільської ради знаходяться 3 медичні установи, в тому числі амбулаторія ЗПСМ- 1 , ФАПи — 2.
На території сільської ради діють:
- стаціонарне відділення для постійного або тимчасового проживання одиноких непрацездатних громадян, інвалідів (30 чол.) районного територіального центру соціального обслуговування пенсіонерів та одиноких непрацездатних громадян;
- 4 соціальні працівники по обслуговуванню одиноких непрацездатних громадян на дому районного територіального центру соціального обслуговування пенсіонерів та одиноких непрацездатних громадян;
- сільський соціальний центр(один фахівець з соціальної роботи) районного територіального центру соціального обслуговування пенсіонерів та одиноких непрацездатних громадян.

На території сільської ради діють та надають соціальні послуги:
- 3 осередки районної громадської організації «Районна рада ветеранів»;
- Громадсько-молодіжне об'єднання «Відкритий Світ».

Контакти:

Чернеччинський сільський голова

Вул. Заводська, 2, с. Чернеччина, Охтирський район, Сумська обл.